# Cesare Battisti (Terrorist)

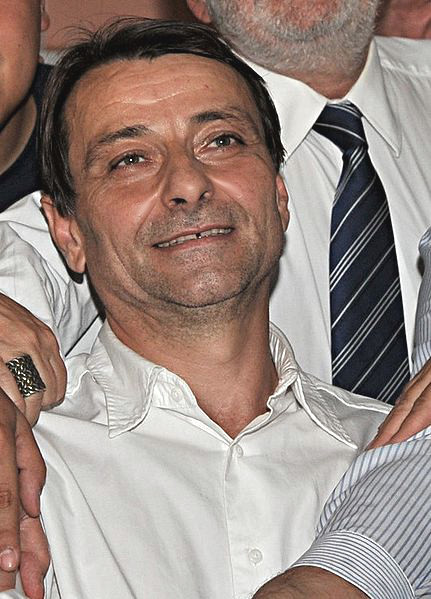
Cesare Battisti, 2009

Cesare Battisti (* 18. Dezember 1954 in Cisterna di Latina) ist ein ehemaliges Mitglied der linksextremistischen Terrororganisation Proletari Armati per il Comunismo (PAC), der vier Menschen ermordete bzw. an deren Mord beteiligt war. Der Europäische Gerichtshof für Menschenrechte wies im Jahr 2006 eine Klage gegen die letztinstanzliche italienische Verurteilung als Terrorist ab.

## Leben

### Überfälle, Morde und Verurteilung
Battisti brach das Gymnasium nach drei Jahren ab. Er wurde wegen Schlägereien, Vandalismus und Überfällen aktenkundig. Im Jahr 1977 saß er eine Haftstrafe ab. Nach seiner Freilassung verübte er Überfälle auf Kleingewerbler, die „proletarische Enteignungen“ genannt wurden. Ein Justizwachbeamter, ein Juwelier, ein Neofaschist und ein Polizist starben. Battisti wurde zu zwölf Jahren Freiheitsstrafe wegen Mitgliedschaft in einer bewaffneten Gruppe verurteilt.

### Die Opfer
Das erste Opfer war der Justizwachbeamte Antonio Santoro, der am 6. Juni 1978 in Udine getötet wurde. Santoro wurde vom PAC der Misshandlung von Gefangenen beschuldigt. Diesen Vorwürfen waren journalistische Recherchen von Zeitungen wie Lotta Continua vorangegangen. Man warf Santoro Amts- und Machtmissbrauch vor. Cesare Battisti und Enrica Migliorati (ebenfalls ein Mitglied des PAC) gaben sich als Pärchen aus und passten Santoro vor der Haustüre ab. Battisti wurde für schuldig befunden, dreimal auf Santoro geschossen zu haben. Zwei Kugeln trafen tödlich in den Hinterkopf. In einem Bekennerschreiben mit dem Titel „Gegen die staatlichen Lager“ schrieb der PAC, dass die Gefängnisinstitution zerstört werden müsse, weil sie „eine Funktion zur Vernichtung des inhaftierten Proletariats“ habe und ein „Instrument der Repression und Folter“ sei.
Das zweite Opfer wurde der Juwelier Pierluigi Torregiani, der am 16. Februar 1979 in Mailand getötet wurde. Torregiani hatte seinerseits wenige Wochen zuvor einen versuchten Raubüberfall auf sich verhindert, indem er seinen Angreifer erschoss. Die Tötung des Juweliers wurde deshalb von den PAC als Reaktion auf Torregianis Tat begründet. Torregianis 15-jähriger Sohn Alberto wurde bei dem Überfall ebenso verletzt und blieb an den Beinen gelähmt.
Das dritte Opfer wurde der Ladenbesitzer Lino Sabbadin. Sabbadin war aktives Mitglied der neofaschistischen Partei Movimento Sociale Italiano. Er wurde am 16. Februar 1979 in Mestre getötet. Sabbadin wurde von zwei jungen Männern angesprochen, von denen einer, nachdem er sich Sabbadins Identität versichert hatte, vier Schüsse aus einer Pistole des Kalibers 765 auf ihn abgab und tötete. In einem Flugblatt, dass sich auf den Mord bezog, nannte PAC das Opfer einen „Ladenbesitzer-Polizisten“, welcher durch die Ausübung „antiproletarischer Formen der Gewalt“ „für die Wiederherstellung der kapitalistischen Herrschaft“ arbeiten würde. Die PAC-Mitglieder Diego Giacomini (Todesschütze), Cesare Battisti und Paola Filippi wurden dafür rechtskräftig verurteilt.
Das vierte Opfer war der DIGOS-Agent Andrea Campagna, ein Beamter des polizeilichen Geheimdienstes. Campagna wurde am 19. April 1979 in Mailand mit fünf Schuss aus einem Magnum-Revolver 765 getötet. Für dieses Verbrechen, das von den PAC beansprucht wurde, wurde Cesare Battisti in Abwesenheit zu lebenslanger Haft verurteilt. Zu diesem Zeitpunkt befand er sich bereits auf der Flucht.

### Flucht
1981 konnte Battisti aus dem Gefängnis fliehen, zunächst nach Frankreich und weiter nach Mexiko. 1990 kehrte er zurück nach Frankreich, wo ihn die Mitterrand-Doktrin schützte. In absentia wurde er wegen vier Morden zu lebenslanger Haft verurteilt. Als die Mitterrand-Doktrin 2002 de facto widerrufen wurde und wieder die Möglichkeit einer Überstellung nach Italien bestand, floh Battisti aus Frankreich nach Brasilien.
Battisti war schriftstellerisch tätig und veröffentlichte zwischen 1994 und 2006 15 Bücher.
Im Jahr 2005 legten italienische Ermittler offen, dass die Organisation Dipartimento Studi Strategici Antiterrorismo eine Entführung Battistis plane. In diesem Zusammenhang wurde der Rechtsextremist Gaetano Saya verhaftet.
Am 18. März 2007 verhafteten ihn brasilianische und französische Polizeikräfte in Rio de Janeiro. Der brasilianische Justizminister Tarso Genro gewährte ihm jedoch den Status eines politischen Flüchtlings, was international gemischte Reaktionen hervorrief. Am 5. Februar 2009 verabschiedete das Europäische Parlament eine Entschließung, welche die italienische Position stützte und hielt eine Schweigeminute zum Gedenken an Battistis Opfer. Am 18. November 2009 erklärte das brasilianische Verfassungsgericht den Flüchtlingsstatus für illegal und erlaubte die Auslieferung, hielt jedoch ebenso fest, dass die brasilianische Verfassung dem Präsidenten die Macht gibt, die Auslieferung zu verweigern. Luiz Inácio Lula da Silva verkündete am 31. Dezember 2010, seinem letzten Tag im Amt, dass er der Auslieferung nicht zustimmt. Ein Antrag Battistis auf Haftentlassung wurde vom Obersten Gerichtshof am 6. Januar 2011 abgewiesen. Er beschloss jedoch am 8. Juni 2011 mit 6 zu 3 Stimmen die unverzügliche Freilassung Battistis.
Am 12. März 2015 wurde Battisti in Embu das Artes im Staat São Paulo festgenommen. Laut Brasiliens Bundespolizei sollte er bis zur gerichtlichen Entscheidung über seine Abschiebung in Haft bleiben. Am 26. Februar 2015 verlangte zuvor ein noch nicht rechtskräftiger Gerichtsbeschluss seine Abschiebung nach Mexiko oder Frankreich, wo sich der Italiener vor seiner Flucht nach Brasilien aufgehalten hatte. Die Richterin bewertete die Entscheidung der Einwanderungsbehörde aus dem Jahr 2011 als nicht gesetzeskonform und seinen Aufenthalt daher als illegal.
Am 14. Dezember 2018 ordnete der abtretende Präsident Michel Temer Battistis Verhaftung und Auslieferung an Italien an. Schon nach der Wahl in Brasilien Ende Oktober 2018 hatte jedoch ein italienischer Journalist Battisti nicht mehr an seinem Wohnort vorgefunden. Sicherheitskreise vermuteten seinen Aufenthalt in Bolivien. Das war naheliegend aufgrund der ideologischen Nähe Battistis zu dessen Vizepräsidenten Álvaro García Linera.
Cesare Battisti wurde am 12. Januar 2019 in Santa Cruz de la Sierra (Bolivien) festgenommen. Während eines Ganges durch die Innenstadt wurde er von einem Team aus bolivianischen und italienischen Agenten zunächst beobachtet, anschließend kontrolliert und dann widerstandslos festgenommen.

### Auslieferung nach Italien
Am 14. Januar 2019 traf Battisti nach seiner Verhaftung in Bolivien in Italien ein.

## Schriften
- Travestito da uomo (Frz.: Les habits d'ombre)
- Nouvel an, nouvelle vie (1994)
- L'ombre rouge (Italien.: L'orma rossa; 1995)
- Buena onda (1996)
- Copier coller (1997)
- J'aurai ta Pau (1997)
- L'ultimo sparo (Frz: Dernières cartouches; 1998)
- Naples (1999, Anthologie von Kurzgeschichten)
- Jamais plus sans fusil (2000)
- Terres brûlées (2000, editor)
- Avenida Revolución (2001)
- Le Cargo sentimental (2003)
- Vittoria (2003)
- L'eau du diamant (2006)
- Ma cavale (2006)